# 7032 Хічкок
7032 Хічкок (7032 Hitchcock) — астероїд головного поясу, відкритий 3 листопада 1994 року.
Тіссеранів параметр щодо Юпітера — 3,592.